# Es klingelte an der Tür
Es klingelte an der Tür (Originaltitel The Doorbell Rang) ist ein Kriminalroman aus der Nero-Wolfe-Serie des US-amerikanischen Autors Rex Stout.
Das Buch wurde 1965 veröffentlicht, ein Jahr nachdem das Enthüllungsbuch „The FBI Nobody Knows“ des Journalisten Fred J. Cook herausgekommen war.
Stout beschreibt in seinem Buch satirisch-böse die Übergriffe und illegalen Methoden des FBI. The Doorbell Rang wurde zu einem seiner erfolgreichsten und spektakulärsten Romane.

## Inhalt
Der Roman beginnt im Haus des New Yorker Privatdetektivs Nero Wolfe in der West Forty-fifth Street in Manhattan. Wolfe ist ein Exzentriker, ein Gourmet, Orchideenzüchter und leidenschaftlicher Leser.
Weitere Bewohner des Hauses sind Wolfes Assistent Archie Goodwin, der Ich-Erzähler des Romans, und der Schweizer Koch Fritz Brenner.
Unterstützt wird Wolfe von einer Reihe handverlesener externer Mitarbeiter sowie von Theodore Horstmann, der das Orchideenhaus im Dachgeschoss des Hauses betreut.
Goodwin pflegt freundschaftliche Kontakte zu Lon Cohen, einem Journalisten der Gazette, der ihm beim – nicht immer unbedingt legalen – Beschaffen von Informationen behilflich ist, wofür sich Goodwin mit exklusiven Insider-Informationen revanchiert.
Wolfes unkonventionelle Art der Ermittlung, seine Erfolge beim Lösen ungeklärter Mordfälle sind Ursache seines gespanntem Verhältnisses zur Polizei, im Roman verkörpert durch Inspektor Cramer.
Erste Klientin Anfang Januar 1965 ist Mrs. Brunner, die schwerreiche Witwe eines Geschäftsmanns, die sich und ihre Familie vom FBI bedrängt sieht, nachdem sie zehntausend Exemplare des Buchs „Das unbekannte FBI“ aufgekauft und landesweit verschickt hat. Adressaten waren Senatoren und Vertreter des Repräsentantenhauses, Richter, Gouverneure, Vertreter der Medien, hochrangige Polizeikader und Lehrer an Schulen und Universitäten. Sie hat außerdem einige vage Informationen, dass der Mord an dem Journalisten Morris Althaus, der ein Dossier über das FBI angelegt hatte, auf das Konto des FBI geht. Die Polizei hielt diese Informationen jedoch für wertlos und ist der Spur nicht weiter nachgegangen.
Wolfe, der sich eigentlich nicht mit dem FBI anlegen möchte, zögert zunächst, den Fall anzunehmen, da er ihn für aussichtslos hält.
Allein das in Aussicht gestellte Erfolgshonorar ist so hoch, dass es ihm erlauben würde, mit nur einem Auftrag finanziell solide bis zum Ende des Geschäftsjahres zu kommen, ohne weitere Klienten anzunehmen. Denn alles was er über einen bestimmten Betrag hinaus verdient, fällt zu 75 % als Steuer an den Staat. Löst er aber den Fall zur Zufriedenheit seiner Klientin, dann könnte er sich den Rest des Jahres nur noch seinen Hobbys widmen. Also unterzeichnet er, trotz heftiger Proteste seines Assistenten, den Vertrag mit seiner Klientin und akzeptiert einen Vorschuss von 100.000 Dollar.
Wolfe und Goodwin sind sich bewusst, dass sie seit Mrs. Brunners Besuch im Visier des FBI sind, alle ihre Schritte ab jetzt überwacht werden und das Haus möglicherweise verwanzt ist. Relevante Gespräche finden ab jetzt in Brenners Wohnung bei aufgedrehtem Radio statt. Was zu sagen ist, wird ins Ohr geflüstert.
Es beginnt ein Katz-und-Maus-Spiel zwischen Goodwin und seinen Bewachern, bei denen Goodwin die Spielzüge bestimmt.
Durch beharrliches Befragen von Personen aus dem Umfeld des Journalisten, durch Kontaktaufnahme zu der angeblich wertlosen Zeugin, die er eifrig hofiert, kommt er allmählich auf die Spur der Sache. Mit Hilfe Cramers, der nach dem Mord den Tatort untersucht hatte, und einem raffiniert ausgehecktem Täuschungsmanöver gelingt es Wolfe, das FBI in die Irre zu führen und herauszufinden, wie und warum der Journalist umgebracht worden ist.
Das Buch endet, als ein unbekannter Besucher an der Tür klingelt. Wolfe und Goodwin betrachten die Silhouette hinter der Glastür, es ist wohl J. Edgar Hoover, dessen Figur durch die vielen Pressebilder allgemein bekannt ist, – „der ganz große Fisch“, wie Goodwin sagt.
Der Besucher klingelt vergeblich an der Tür.

## Zitate
„Die moderne Wissenschaft macht es möglich, dass alle alles bewerkstelligen können, aber niemand weiß, was zur Hölle eigentlich vor sich geht.“

„Sie wissen verdammt gut, dass man gegen das FBI nicht gewinnen kann. Nicht einmal das Weiße Haus.“

## Verfilmungen
Der Roman wurde bisher viermal für das Fernsehen verfilmt.
1969 brachte das italienische Fernsehen innerhalb einer Nero Wolf-Serie eine Verfilmung unter dem Titel „Il pesce più grosso“ (= der ganz große Fisch) heraus unter der Regie von Giuliana Berlinguer, mit Tino Buazzelli als Nero Wolfe und Paolo Ferrari als Archie Goodwin.
1979 drehte Frank D. Gilroy den Fernsehfilm Nero Wolfe mit Thayer David als Nero Wolfe und Tom Mason als Archie Goodwin. Der Film war als Pilotfilm für eine Serie gedacht, die aber bis 1983 nicht weitergeführt wurde, weil David 1978 kurz nach Beendigung der Dreharbeiten starb. Der Film wurde mit zwei Primetime Emmy Awards ausgezeichnet.
1981 startete Paramount Television die Fernsehserie „Nero Wolfe“, mit William Conrad in der Titelrolle und Lee Horsley als Goodwin, die ab Januar 1981 von NBC ausgestrahlt wurde. Die zweite Episode der ersten Staffel basiert auf The Doorbell Rang, Regie führte George McCowan.
2001 wurde der Roman als eine Episode innerhalb der Fernsehserie A Nero Wolfe Mystery adaptiert. Regisseur des Films war Timothy Hutton, der auch die Rolle Archie Goodwins spielte, Maury Chaykin verkörperte Nero Wolf.

## Rex Stout,The Doorbell Rangund das FBI
Stout veröffentlichte nach einer wechselvollen Karriere als Geschäftsmann 1934 seinen ersten Nero-Wolfe-Roman, dem bis 1975 noch 33 weitere folgten sollten. Schon seit seinen Anfängen als Schriftsteller stand er unter Beobachtung des FBI, wie der Journalist Herbert Mitgang bei Recherchen zu seinem Buch „Dangerous Dossiers“ herausgefunden hat.
Seit der Veröffentlichung von „Over My Dead Body“ und „Sisters in Trouble“ im Jahr 1940 führte das FBI eine Akte über Stout. Es heißt dort u. a., er habe Kontakt zu einer Reihe von Personen und Organisationen, die angeblich unter kommunistischem Einfluss stünden. Sein FBI-Dossier wuchs in den folgenden Jahren auf Hunderte von Seiten an. Als Mitgang Zugang zu den Akten erhielt, bekam er nur partiell Einsicht, weil weite Passagen geschwärzt waren.
Über hundert Seiten des Dossiers befassen sich allein mit The Doorbell Rang und enthalten eine ausführliche Buchbesprechung, eine Auszeichnung, die nach Mitgangs Recherchen nur wenige Autoren erhalten haben.
Schon die Vorveröffentlichung von Teilen des Romans in einer Zeitschrift rief ein lebhaftes Interesse der Medien hervor, sodass der Viking-Verlag das Buch mit einer erhöhten Erstauflage startete. Es brachte Stout aber auch die verschärfte Aufmerksamkeit des FBI und die persönliche Abneigung durch Hoover ein. Hoover ordnete eine landesweite Beobachtung der Reaktionen auf den Roman an, und in den Akten wird festgehalten, dass ihn Stout in einem Interview in The Today Show einen tinhorn autocrat (≈ selbstherrlicher Angeber) nannte, der sich an der Grenze zur Senilität befinde. Hoover untersagte aber direkte Schritte, um dem Buch nicht zusätzliche Aufmerksamkeit zu verschaffen; eventuelle persönliche Kontakte zu Stout durften nur mit Zustimmung der Zentrale aufgenommen werden.
Die Abneigung zwischen Stout und Hoover beruhte auf Gegenseitigkeit. In einem ironisch-verspielten Interview mit dem Magazin Life, in dem Stout über seine Ansichten und seine Art, Romane zu schreiben, spricht, sagt er über Hoover: „Ich denke, das FBI-Syndrom wird mit dem Tod von J. Edgar kollabieren. Hoover hat, was ich einen selbstgemachten Heiligenschein nenne. Der nächste Mann wird es nicht so gut haben“.
1976 setzte das Church Committee den Roman auf die „Not to contact list“ des FBI, wegen „FBI's political abuse of intelligence information“.

## Ausgaben (Auswahl)
- The Doorbell Rang. New York: Viking 1965.
- The Doorbell Rang. Introduction Stuart Kaminsky. New York: Random House 1992.

deutsche Übersetzungen
- Per Adresse Mörder X. Aus dem Amerik. von Brigitte Weitbrecht. Frankfurt/Main, Berlin: Ullstein 1968. (Ullstein-Bücher. 1167.)
- Es klingelte an der Tür. Ein Fall für Nero Wolfe. Aus d. amerikan. Englisch von Conny Lösch. Mit einem Nachw. von Jürgen Kaube. Stuttgart: Klett-Cotta 2017.